# Miejskie szkoły średnie, szkoły wyższe i prywatne w latach 1908–1918 w Poznaniu
Miejskie szkoły średnie, szkoły wyższe i prywatne w latach 1908–1918 w Poznaniu – miejskie szkoły średnie (niem. Städtischen Schulen) średniego stopnia nauczania (niem. Mittelschulen), szkoły wyższe (niem. Höhere Schulen) i szkoły prywatne (niem. Privatschulen) działające w latach 1908–1918 na obszarze miasta Poznania (niem. Posen).

## Historia
Do końca XIX wieku poznańskie szkoły zajmowały gmachy zbudowane w ostatnim trzydziestoleciu tegoż wieku. Po przyłączeniu do miasta w 1900 roku Jeżyc, Łazarza i Wildy, wystąpiła potrzeba budowy nowych budynków szkolnych, co doprowadziło do zainicjowania w latach 1902–1914, budowy nowych obiektów dla szkół średnich. Zbudowane zostały IV Mittelschule dla dziewcząt i chłopców na Łazarzu przy Baarthstrasse i V Mittelschule również dla dziewcząt i chłopców na Wildzie przy Rosenstrasse.
Projekty gmachów tych szkół powstały w Miejskim Urzędzie Budowlanym, pod kierunkiem miejskich radców budowlanych (niem. Stadtbaurat) Heinricha Grüdera (IV Mittelschule), Adolfa Stahla (V Mittelschule).
Architektami zaangażowanymi przy projektowaniu szkół byli Otto Meister (IV Mittelschule) i Häcker (V Mittelschule).
Rozplanowanie przestrzenne szkoły (IV Mittelschule) wykonał natomiast miejski inspektor budowlany Felix Moritz, a Hermann Herrenberger (V Mittelschule).

## Szkoły średnie, wyższe i prywatne
| Dawna szkoła                                                                                        | Lata budowy/otwarcia                                          | Opis | Obecnie w budynku | Zdjęcie współczesne                                | Zdjęcie dawne                   | Lokalizacja                                              |
| --------------------------------------------------------------------------------------------------- | ------------------------------------------------------------- | --- | --- | -------------------------------------------------- | ------------------------------- | -------------------------------------------------------- |
| Mittelschulen – szkoły średnie                                                                      |                                                               | | |                                                    |                                 |                                                          |
| I Mittelschule                                                                                      | 1884–1885                                                     | Dawna I szkoła średnia dla chłopców przy Naumannstrasse 4, obecnie ul. Działyńskich. | Zespół Szkół Zawodowych nr 6 im. Joachima Lelewela. |                                                    | Budynek szkoły ostatni po lewej | Na mapach: 52°24′41,8″N 16°55′27,0″E/52,411611 16,924167 |
| II Mittelschule                                                                                     | 1889–1890                                                     | Dawna II szkoła średnia dla dziewcząt przy Kohleisstrasse 8, obecnie ul. Feliksa Nowowiejskiego. | Zespół Szkół Zawodowych nr 6 im. Joachima Lelewela. |                                                    |                                 | Na mapach: 52°24′42,5″N 16°55′28,4″E/52,411806 16,924556 |
| III Mittelschule (Bürgerschule)                                                                     | 1871                                                          | Dawna szkoła średnia, tzw. szkoła obywatelska, przy Ritterstrasse 30, obecnie ul. Franciszka Ratajczaka, róg ul. Stanisława Taczaka. | Współcześnie budynek szkoły nie istnieje. |                                                    |                                 | Na mapach: 52°24′19,2″N 16°55′27,9″E/52,405333 16,924417 |
| IV Mittelschule                                                                                     | 1904–1905                                                     | Dawna szkoła średnia dla dziewcząt i chłopców przy Baarthstrasse 3 na Łazarzu, obecnie ul. Ryszarda Berwińskiego. | Szkoła Podstawowa nr 26 im. Ryszarda Berwińskiego. |                                                    |                                 | Na mapach: 52°23′53,2″N 16°54′05,3″E/52,398111 16,901472 |
| V Mittelschule                                                                                      | 1913–1914                                                     | Dawna szkoła średnia dla dziewcząt i chłopców przy Rosenstrasse na Wildzie, obecnie ul. Różana 1–3. | Zespół Szkół nr 5, który tworzą Szkoła Podstawowa nr 42 im. Bolesława Chrobrego i Przedszkole nr 115 „Sportowa Drużyna”.                                        |                                                    |                                 | Na mapach: 52°23′57,1″N 16°55′28,8″E/52,399194 16,924667 |
| Gymnasien – gimnazja                                                                                |                                                               | | |                                                    |                                 |                                                          |
| Königliche Friedrich-Wilhelms-Gymnasium                                                             | 1833, rozbudowy w latach 1856–1857 i 1871–1873                | Dawne gimnazjum męskie przy Schützenstrasse 29, obecnie ul. Strzelecka. | III Liceum Ogólnokształcące im. św. Jana Kantego. |                                                    |                                 | Na mapach: 52°24′16,1″N 16°55′57,4″E/52,404472 16,932611 |
| Königliche Auguste-Viktoria-Gymnasium                                                               | 1901–1903                                                     | Dawne gimnazjum męskie przy Bukerstrasse 16, obecnie ul. Bukowska. Królewskie Gimnazjum im. Augusty Wiktorii. | I Liceum Ogólnokształcące im. Karola Marcinkowskiego. |                                                    |                                 | Na mapach: 52°24′25,0″N 16°54′13,3″E/52,406944 16,903694 |
| Königliche Mariengymnasium                                                                          | 1852–1855                                                     | Dawne gimnazjum męskie przy Große Gerberstrasse 56, od 1917 roku Raczynskistrasse 1, obecnie ul. Garbary. | Liceum Ogólnokształcące św. Marii Magdaleny. |                                                    |                                 | Na mapach: 52°24′14,3″N 16°56′18,6″E/52,403972 16,938500 |
| Höhere Schulen – szkoły wyższe                                                                      |                                                               | | |                                                    |                                 |                                                          |
| Königliche Akademie zu Posen                                                                        | 1907–1909                                                     | Dawna pruska Akademia Królewska w Poznaniu przy Königsstrasse, obecnie ul. Henryka Wieniawskiego. | Collegium Minus. |                                                    |                                 | Na mapach: 52°24′29,4″N 16°54′56,6″E/52,408167 16,915722 |
| Königliche Berger-Oberrealschule                                                                    | 1861–1865                                                     | Dawna męska wyższa szkoła realna przy Schützenstrasse 4, obecnie ul. Strzelecka. | Wydział Inżynierii Zarządzania Politechniki Poznańskiej. |                                                    |                                 | Na mapach: 52°24′17,4″N 16°55′59,6″E/52,404833 16,933222 |
| Luisen-Schule                                                                                       | Szkołę ulokowano w 1878–1880, w budynku wybudowanym wcześniej | Dawna żeńska szkoła wyższa przy Mühlenstrasse 10, obecnie ul. Młyńska. | Współcześnie budynek szkoły nie istnieje. | Szkoła stała w miejscu trzeciego budynku po prawej |                                 | Na mapach: 52°24′37,9″N 16°55′30,6″E/52,410528 16,925167 |
| Königliche Höhere Maschinenbauschule                                                                | 1907                                                          | Dawna Królewska Wyższa Szkoła Budowy Maszyn przy Kreuzburgerstrasse 5, obecnie ul. Gothilfa Bergera. | Rektorat Politechniki Poznańskiej. |                                                    |                                 | Na mapach: 52°23′39,2″N 16°55′05,8″E/52,394222 16,918278 |
| Königliche Baugewerkschule                                                                          | 1891                                                          | Dawna Królewska Szkoła Budownicza pomiędzy ulicami Fischerei 17, obecnie ul. Rybaki, iWiesenstrasse 11, obecnie ul. Łąkowa. | Zespół Szkół Budownictwa nr 1, w którego skład wchodzą XXI Liceum Ogólnokształcące i Technikum Budowlane im. gen. Władysława Andersa.                           |                                                    |                                 | Na mapach: 52°24′03,0″N 16°55′49,2″E/52,400833 16,930333 |
| Privatschulen – szkoły prywatne                                                                     |                                                               | | |                                                    |                                 |                                                          |
| Knote'sche Höhere Mädchenschule, także Below-Knotesches Privat-Lyzeum                               | 1910–1911                                                     | Dawna szkoła prywatna Heinricha Belowa i Marii Knothe przy Oberwall 4, obecnie ul. Tadeusza Kościuszki. | Urząd Marszałkowski Województwa Wielkopolskiego (Biuro Geodety Województwa).                                                                                    |                                                    |                                 | Na mapach: 52°24′39,7″N 16°55′13,4″E/52,411028 16,920389 |
| Wegener'sche Höhere Mädchenschule, także Wegnersches Lyzeum                                         | 1910, rozbudowa 1931–1933                                     | Dawna prywatna wyższa szkoła żeńska Mathilde Wegener przy Karmeliterwall, obecnie ul. Krakowska. | VI Liceum Ogólnokształcące im. Ignacego Jana Paderewskiego. |                                                    |                                 | Na mapach: 52°24′00,7″N 16°55′57,1″E/52,400194 16,932528 |
| Sachsesche Höhere Mädchenschule, także Sachseches Lyzeum zu Posen-West                              | 1906–1907                                                     | Dawna prywatna żeńska szkoła wyższa Anny I. Sachse przy Neue Gartenstrasse 8, obecnie ul. Jana Matejki. | Współcześnie budynek nie istnieje. W tym miejscu obecnie usytuowany jest budynek II Liceum Ogólnokształcące im. Generałowej Zamoyskiej i Heleny Modrzejewskiej. |                                                    |                                 | Na mapach: 52°24′12,2″N 16°54′00,1″E/52,403389 16,900028 |
| Valentin'sche Höhere Mädchenschule                                                                  |                                                               | Dawna prywatna żeńska szkoła wyższa przy St. Martinstrasse 26, obecnie ul. Święty Marcin. | |                                                    |                                 |                                                          |
| Illgen'sche Privat-Mittelschule                                                                     |                                                               | Dawna prywatna szkoła średnia przy Kaiser Wilhelmstrasse 13/15, obecnie ul. Augustyna Szamarzewskiego. | |                                                    |                                 |                                                          |
| Warnkasche höhere Töchterschule                                                                     |                                                               | Dawna prywatna żeńska szkoła wyższa przy Wienerstrasse 1, obecnie ul. Romana Szymańskiego. | Współcześnie budynek nie istnieje. |                                                    |                                 |                                                          |
| Danyszsche höhere Töchterschule                                                                     |                                                               | Dawna prywatna żeńska szkoła wyższa przy St. Martinstrasse 68, obecnie ul. Święty Marcin. | |                                                    |                                 |                                                          |
| Pozostałe szkoły                                                                                    |                                                               | | |                                                    |                                 |                                                          |
| Königliche Gewerbe- und Haushaltungsschule für Mädchen, także Königliche Handels- und Gewerbeschule | 1897                                                          | Dawna Królewska Szkoła Rzemiosł i Gospodarstwa Domowego dla Dziewcząt na rogu Tiergartenstrasse 4, obecnie ul. Zwierzyniecka, i Glogauerstrasse 21, obecnie ul. Franklina Roosevelta, ponieważ ul. Głogowska dochodziła ówcześnie do ul. Zwierzynieckiej. | Współcześnie budynek szkoły nie istnieje, rozebrany został w 1926 roku, stał w pobliżu obecnego wieżowca Bałtyk.                                                |                                                    |                                 | Na mapach: 52°24′26,7″N 16°54′43,6″E/52,407417 16,912111 |
| Städtische Handelsschule                                                                            | 1907, w budynku wybudowanym wcześniej                         | Dawna Miejska Szkoła Handlowa przy Bergstrasse 12, później ulicę przemianowano na Hinderburgstrasse, obecnie ul. Podgórna. | Współcześnie szkoła funkcjonuje przy ul. Śniadeckich. |                                                    |                                 | Na mapach: 52°24′22,6″N 16°55′47,0″E/52,406278 16,929722 |